# Cynodictis
A Cynodictis az emlősök (Mammalia) osztályának ragadozók (Carnivora) rendjébe, ezen belül a fosszilis medvekutyafélék (Amphicyonidae) családjába és az Amphicyoninae alcsaládjába tartozó nem.
Egyes források a kutyafélék (Canidae) közé vagy az Arctoidea alrendágba helyezik ezt az emlősnemet.

## Tudnivalók
A Cynodictis-fajok a késő eocén korszaktól egészen kora oligocén korszakig éltek, vagyis körülbelül 37,2-28,4 millió évvel ezelőtt. Az idetartozó állatok kövületeit a kínai Mengjiapo-tól egészen az angliai Wight-szigetig találták meg. Európában több helyen is rájuk bukkantak.
A maradványok alapján az állat körülbelül 30 centiméteres marmagasságú volt, és lapított testtartást mutatott. A pofája hosszúkás volt. A fogazata alapján húsevő volt.

## Rendszerezés
A nembe az alábbi 2 faj tartozik:
- Cynodictis elegans Matthew & Granger, 1924
- Cynodictis lacustris Gervais, 1852

## Fordítás
- Ez a szócikk részben vagy egészben  a   Cynodictis című angol Wikipédia-szócikk ezen változatának fordításán alapul.  Az eredeti cikk szerkesztőit annak laptörténete sorolja fel. Ez a jelzés csupán a megfogalmazás eredetét és a szerzői jogokat jelzi, nem szolgál a cikkben szereplő információk forrásmegjelöléseként.